# Alice af Battenberg
Prinsesse Alice af Battenberg, senere prinsesse Alice af Grækenland og Danmark (Victoria Alice Elizabeth Julia Marie; født 25. februar 1885,  død 5. december 1969) var mor til prins Philip, hertug af Edinburgh (gemalen til dronning Elisabeth II).
Hun led af medfødt høretab, og voksede op i Tyskland, England og ved Middelhavet. Efter at hun giftede sig med prins Andreas af Grækenland og Danmark i 1903, boede hun i Grækenland frem til store dele af den græske kongefamilies eksil i 1917. Da hun kom tilbage til Grækenland et par år senere, blev hendes mand delvist bebrejdet for Grækenlands nederlag i Græsk-tyrkiske krig (1919-1922). Kort tid efter blev der gennemført et statskup i Athen. Monarkiet blev afskaffet, og familien blev igen tvunget i eksil indtil genoprettelsen af det græske monarki i 1935.
I 1930 blev hun diagnosticeret som schizofren og begyndte behandling hurtigt.
Derefter levede hun adskilt fra sin mand. Da behandlingen var afsluttet, viede hun de fleste af sine resterende år til velgørenhed i Grækenland. Hun opholdt sig i Athen under Anden Verdenskrig, hvor hun beskyttede jødiske flygtninge og blev derfor anerkendt som "Retfærdige blandt nationerne" af Yad Vashem.
Efter Konstantin 2. af Grækenlands fald og indførslen af militærdiktatur i Grækenland i 1967, blev hun inviteret af sin søn og svigerdatter til at bo på Buckingham Palace i London; der boede hun de to sidste år af sit liv.